# Vilém Mrštík

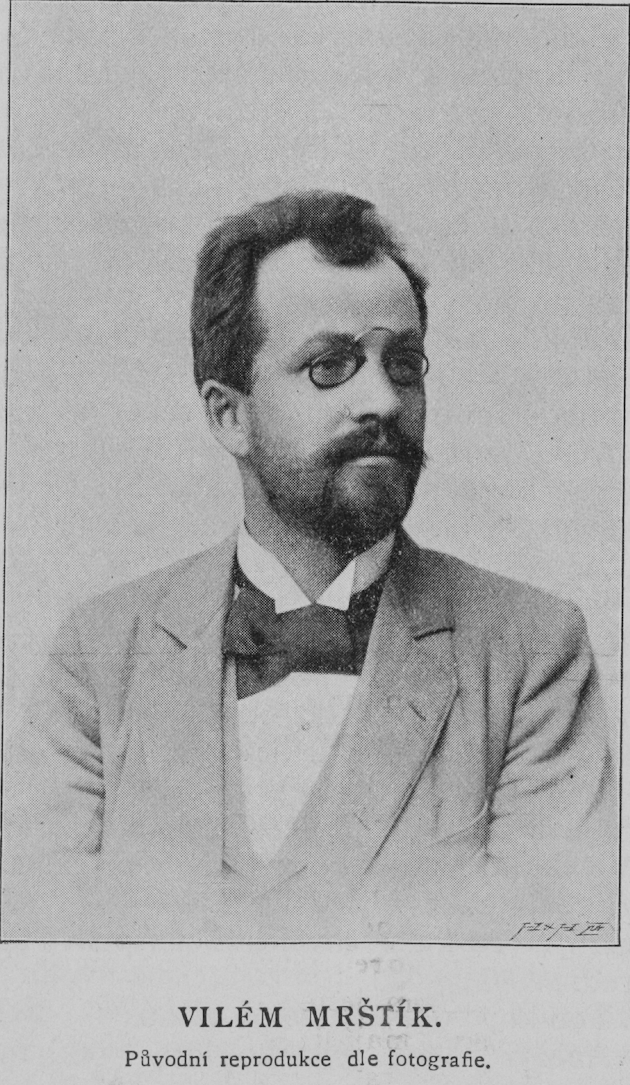
Vilém Mrštík (1897)

Vilém Mrštík (* 14. Mai 1863 in Ingrowitz ; † 2. März 1912 in Diváky) war ein tschechischer Schriftsteller, Dramaturg, Übersetzer und Literaturkritiker.

## Leben
Vilém Mrštík war eines von vier Kindern eines Schuhmachers und einer Schneiderin. Seine Brüder Norbert Mrštík (Übersetzer, Feuilletonist) und Alois Mrštík waren ebenfalls auf literarischem Gebiet tätig. 1869 zog die Familie nach Ostrovačice bei Brünn um. In dieser Gegend siedelte Vilém Mrštík später das Geschehen im Märchen Pohádka máje an. 
1874 zog die Familie nach Brünn um und Vilém Mrštík besucht das dortige Gymnasium. Die schulische Ausbildung beendete er jedoch am Gymnasium an der Prager Kleinseite. Er begann mit dem Studium der Rechte, gab es aber nach einem Jahr wieder auf und widmete sich der Literatur. 
1892 siedelte die Familie erneut um, diesmal nach Diwak. Vilém Mrštík gründete dort mit seinem Bruder eine Bibliothek, die später von mährischen und tschechischen Freunden und Künstlern wie Joža Úprka, Josef Merhaut, František Pečinka, Karel Elgart Sokol, Václav Hladík, Leoš Janáček, Alois Kalvoda, Jaroslav Kvapil besucht wurde. Vilém Mrštík war Mitglied der Literaturgruppe Česká moderna.
1886 besuchte Mrštík Russland. Nach seiner Rückkehr widmete er sich neben dem Schreiben der Erhaltung der kulturellen Denkmäler und dem Schutz vor derer Zerstörung. Wegen seiner angegriffenen Gesundheit beendete Mrštík sein Leben durch Suizid.

## Werke
Vilém Mrštík galt als Bewunderer des französischen Naturalismus, vor allem von Émile Zola und des russischen Realismus Fjodor Michailowitsch Dostojewskis und Lew Nikolajewitsch Tolstois. Beide literarische Richtungen behandelte er in seinen Kritiken. Er schrieb für Zeitungen und Zeitschriften wie Rozhledy, Světozor, Ruch, Lumír, Česká Thálie, Zlatá Praha, Hlas národa, Literární listy, Národní listy, Pozor, Česká Revue und Moravskoslezská Revue, die er zum Teil auch mit seinem Bruder redigierte. Ebenfalls mit seinem Bruder entstand ein Teil der Bücher.
Seine erste Publikation war 1883 das lyrisch verfasster Almanach Zora. Die bedeutendste Werke schrieb er Anfang der 1890er Jahre. 

### Romane
- Santa Lucia. 1893. Schicksal eines armen mährischen Studenten, der voller Ideale nach Prag kommt, aber verraten, hilflos, völlig verarmt und ohne Ideale stirbt. Dieses Werk trägt autobiographische Züge.
- Pohádka máje. 1897. Geschichte einer jungen Studentenliebe in der freien Natur. Die Natur verändert beide Charaktere, ein Epos auf das gesunde Landleben in Mähren.
- Stíny.
- Obrázky.
- Zumři. Unvollendet, nach dem Tod Vilém Mrštíks beendet durch Karel Elgart Sokol.

### Reisebeschreibungen
- Dojmy z cest po Šumavě, Krkonoších.

### Erzählungen
- Kniha cest.
- mit Alois Mrštík: Bavlnkova žena.